# Problepsis craspediata
Problepsis craspediata är en fjärilsart som beskrevs av W. Warren 1903. Problepsis craspediata ingår i släktet Problepsis och familjen mätare. Inga underarter finns listade i Catalogue of Life.